# 藤原師高
藤原 師高（ふじわら の もろたか）は、平安時代後期の貴族。後白河法皇の権臣であった西光（俗名：藤原師光）の子。官位は五位・検非違使尉。

## 経歴
五位・検非違使尉から、父・西光の引き立てで安元元年（1175年）12月29日に加賀守となるが、弟・師経を目代として派遣し自身は遙任する。
安元3年（1177年）比叡山の末寺であった白山涌泉寺と紛争を起こし、比叡山大衆が神輿を担いで強訴する騒ぎとなったため、師高は尾張国井戸田に流罪、師経は禁獄となった。同時に天台座主・明雲も解任され伊豆国へ配流となったが、大衆が配流途中の明雲を奪回し、叡山に帰還した。それに対し法皇は平清盛に比叡山の攻撃を命じた。
しかしその直後、多田行綱が鹿ケ谷の陰謀を清盛に密告したため、比叡山攻撃のために集結していた平氏軍は攻撃を取りやめ、陰謀への参加者の捕縛にあたった。首謀者の一人であった西光は捕縛のうえ斬首され、同年6月には師高も小胡麻郡司維季（おぐまのぐんじ これすえ）に討たれ、弟・師経、師平ほか郎党3名も六条河原で斬首された。

## 系譜
- 父：西光（?-1177年）
- 母：不詳
- 妻：不詳
  - 女子：藤原長方室